# Берёзовка (Ленинск-Кузнецкий район)
Берёзовка — посёлок в Ленинск-Кузнецком районе Кемеровской области. Входит в состав Чусовитинского сельского поселения.

## География
Центральная часть населённого пункта расположена на высоте 201 метра над уровнем моря.

## Население
По данным Всероссийской переписи населения 2010 года, в посёлке Берёзовка не числится постоянного населения.